# Donna che scrive una lettera alla presenza della domestica
La Donna che scrive una lettera alla presenza della domestica è un dipinto a olio su tela (72,2x59,7 cm) di Jan Vermeer, databile al 1671 circa e conservato nella National Gallery of Ireland  di Dublino. È firmato sul foglio che sporge dal tavolo "IV Meer".

## Storia
Probabilmente il dipinto è ricordato come "raffigurante due personaggi, uno dei quali è seduto a scrivere una lettera" nella cessione al fornaio van Buyten da parte della vedova di Vermeer, assieme alla Suonatrice di chitarra. Si trattava di una garanzia per un debito piuttosto consistente, di 617 fiorini.
Nei secoli XVIII e XIX passò per varie collezioni private, e prima di entrare nel museo, nel 1993, il dipinto venne rubato per ben due volte: la prima ad opera degli estremisti dell'IRA, la seconda da altri ladri.

## Descrizione e stile
Il tema della lettera fu esplorato più volte da Vermeer. In questo caso l'ambientazione è quella solita della stanza illuminata da una finestra a sinistra, da cui entra una luce che inonda i protagonisti: una donna seduta a un tavolo (coperto come di consueto da un pesante tappeto orientale di lana) assorta nella scrittura di una lettera e una serva che attende in disparte, che guarda dalla finestra per trovare un po' di silenziosa distrazione. L'atteggiamento della signora sembra tradire una certa irruenza: forse si tratta di una risposta a una lettera non gradita, magari quella accartocciata a terra in primo piano. Quello della domestica invece fa pensare all'impazienza di ricevere la lettera che essa dovrà probabilmente spedire subito dopo.
La penombra rivela poi altri elementi della stanza: il pavimento a piastrelle bianche e nere ben scorciato in prospettiva, la tenda pesante verde in primo piano e quella leggera e bianca a lato della finestra (sulla quale si vede uno stemma), la sedia imbottita di velluto e il quadro appeso alla parete di sfondo, una grande scena con il Ritrovamento di Mosé, opera che probabilmente era in casa dell'artista e che si ritrova, in scala più piccola, anche nell'Astronomo. Tale soggetto era interpretato all'epoca come esempio di intervento della Divina Provvidenza, ma non è chiaro se questa sia la chiave per celare un ipotetico significato allegorico della scena, connesso con la missiva.